# Weirdworld
Weirdworld fue una serie de fantasía creada por Doug Moench y Mike Ploog para la compañía estadounidense Marvel Comics, ambientada en una dimensión de magia. Una serie de cómics titulada Weirdworld debutó en 2015 como un vínculo con la historia de Secret Wars, seguida de una serie de seis números como parte de la marca All-New, All-Different Marvel.

## Historial de publicaciones

### Apariciones en las décadas de 1970 y 1980
«Weirdworld» debutó en el primer número de la revista en blanco y negro Marvel Super Action. Luego apareció en el cómic en color Marvel Premiere #38 (octubre de 1977). A fines de 1977 o principios de 1978, el cocreador Ploog dejó Marvel en una disputa contractual mientras dibujaba una historia de 60 páginas de «Weirdworld», escrita por Moench, que la compañía había planeado publicar como una de sus series Marvel Comics Super Special de one-shots. Ploog recordó en 1998 que tuvo «un desacuerdo con [el editor en jefe] Jim Shooter. Me había mudado a una granja en Minnesota y accedí a hacer una historia de 'Weirdworld' coloreada a mano. Marvel se retiró del trato después de que yo había comenzado. No puedo recordar los detalles, pero no importa. Creo que estaba listo para seguir adelante. Tanto Marvel como yo estábamos cambiando». Rick Marschall, el editor de la historia, dijo en 1978 que a Ploog le habían dado cuatro meses para completar el arte, y cuando se hizo evidente que no se cumpliría la fecha límite, dispuso publicar el historia en dos entregas de 30 páginas, lo que le dio a Ploog dos meses más. Ploog envió a Marvel fotocopias de las primeras 31 páginas, y se le pagó. Durante este tiempo, Marvel había dado trabajo por contrato, contratos a sus trabajadores independientes, muchos de los cuales, incluido Ploog, se negaron a firmar, lo que provocó el cese del trabajo de Marvel. Ploog «se retiró del proyecto», dijo Marschall, y conservó su obra de arte original. El guion de Moench finalmente se publicó como una historia de 106 páginas ilustrada por el dibujante John Buscema, el entintador Rudy Nebres y el colorista con aerógrafo Peter Ledger como los «Guerreros del reino de las sombras» en tres partes en Marvel Super Special # 11-13 (primavera-otoño de 1979). Se publicaron historias adicionales de Weirdworld en varios números de Epic Illustrated en 1981 y 1982.
Ploog volvió a dibujar la primera parte de una trilogía de «Weirdworld», en Marvel Fanfare #24 (enero de 1986), con Pat Broderick dibujando a lápiz los dos números siguientes.

#### Personajes
Los protagonistas eran los Elfos Tyndall y Velanna, ambos de la isla flotante en forma de anillo de Klarn, y un enano irascible apodado Mud-Butt porque tendía a caer de espaldas en una pelea.

### Weirdworld(2015)
Como parte de la historia de Secret Wars de 2015, en junio de 2015 se lanzó una miniserie titulada Weirdworld protagonizada por Arkon que presentaba a otros personajes como Morgan le Fay de Tierra-15238, Cráneo el Asesino, una variación de Jennifer Kale de Tierra-11234 que es la Reina de los Man-Things de Weirdworld, y personajes de The Saga of Crystar. Weirdworld aparece en el mapa de la versión de la historia de Battleworld como una isla flotante compuesta de fragmentos de muchos reinos mágicos de realidad alternativa como Polemachus, Crystalium, Klarn y el Weirdworld original. Al final de la miniserie, Weirdworld se manifestó en la Tierra-616 en el Triángulo de las Bermudas.

### Weirdworld(vol. 2)
Weirdworld permaneció como parte del Universo Marvel posterior a Secret Wars y se convirtió en el escenario de un nuevo volumen de Weirdworld.
Rebecca «Becca» Rodríguez era una adolescente estadounidense que volaba de los Estados Unidos de América a México a bordo del vuelo 789. Mientras viajaba por el Triángulo de las Bermudas, el Boeing 747 se estrelló contra Weirdworld, donde Arkon rescató a sus ocupantes sobrevivientes. Rebecca se encontró con Ogeode, quien declaró que él hizo que el avión se estrellara con el artefacto llamado Semilla Wuxian. Luego, Ogeode fue asesinado por Goleta la Asesina de Magos y la semilla de Wuxian cayó en posesión de Rebecca. Sola en Weirdworld, Rebecca aceptó convertirse en la escudera de Goleta y las dos partieron juntas, sin saberlo, siendo rastreadas por Catbeast que había surgido del cadáver de Ogeode. Mientras viajan por Weirdworld, Rebecca y Goleta se sorprenden por la repentina aparición de Catbeast y se salen de la carretera. Al llegar a un lugar seguro, Catbeast los alcanzó y se reveló como Ogeode. Esto obliga a Becca a interponerse entre él y el hacha de Goleta para que no lo maten nuevamente antes de que pueda enviarla de regreso a la Tierra. La forma Catbeast de Ogeode luego explica que para llevar a Rebecca de regreso a la Tierra, deben viajar a través de las Montañas Fang para recuperar un cuerpo de mago de repuesto. Rebecca conoció a Eta la Vigilante, quien la instó a no ir a las Montañas Fang o de lo contrario traería una guerra a gran escala en todo Weirdworld.

### Otras apariciones
Weirdworld es también el escenario de una nueva serie protagonizada por Dane Whitman, el Caballero Negro. Caballero Negro huyó a Weirdworld después de usar la Espada Ébano para matar a Carnivore. Al llegar a Weirdworld, mató al rey Zaltin Tar para establecer New Avalon y construyó un ejército con la ayuda de Escudo y Lanza. El Caballero Negro tiene el ejército construido en previsión de la llegada de la División de Unidad de los Vengadores que buscan llevarlo ante la justicia.
Spider-Man y Deadpool se escondieron de Itsy Bitsy en Weirdworld, donde ayudaron a los Bogswaggers a escapar de la Reina Bruja le Fay y recuperar su tierra de Bathsalthia de los Kingslayers, además de luchar contra la criatura Sl'Ur'Boroth, cuya llegada fue anunciada. por los Moloides locales.
Después de que Sam Alexander y Nadia Van Dyne fueran secuestrados por el Hombre Cosa de la Tierra-11234, el resto de los Campeones los siguieron hasta Weirdworld. Al llegar, se dispersaron por Weirdworld con recuerdos e identidades falsas. Por ejemplo, Amadeus Cho se convirtió en un orco conocido como Brawnhammer, Ironheart se convirtió en Lady Ironheart, Ms. Marvel se convirtió en Mystic Marvel, Miles Morales se convirtió en un villano llamado Shadow-Spider y Snowguard se convirtió en Snowgore. Solo Riri Williams recordó la verdad, acompañando a Miles Morales. El Maestro del Mundo los persiguió allí, y después de encontrar y adoptar a la amnésica Nadia y Sam conquistaron gran parte de Weirdworld con su tecnología. Riri lideró un movimiento de resistencia clandestino con Snowguard y Ms. Marvel, y derribó al Maestro. En el proceso, los Campeones recuperaron sus verdaderas identidades y se fueron con el Maestro.
Se reveló que Roxxon había creado un portal a Weirdworld para aprovechar su energía ilimitada, solo para que los diferentes monstruos de Weirdworld viajaran a la Tierra queriendo matar a todos los humanos. Esto incluye a los Skrullduggers que cambian de forma cuando emergen del portal luego de una explosión en Roxxon. El Arma H, el Blake humano infectado con Brood y el Hombre Cosa de Roxxon luchan contra los Skrullduggers cuando el Capitán América llega para unirse a la pelea. Cuando Arma H, Blake, Hombre Cosa, Titania, Korg y una disfrazada Black Widow viajan a Weirdworld en nombre de Dario Agger, descubre que Roxxon había logrado capturar a Morgan le Fay para aprovechar su fuente de energía. Gracias a un hechizo, Morgan le Fay toma el control del Arma H y recupera el control de los Skrullduggers con su magia, ya que ella es la única que puede controlar a los Skrullduggers. Se reveló que Morgan le Fay es considerada la reina de una raza alienígena desplazada llamada Inaku. El grupo pudo escapar a través del portal de regreso a Roxxon.
Emily Bright, una hechicera adolescente en la escuela de Steven Strange para jóvenes usuarios de magia, la «Academia Strange». Mientras los estudiantes jugaban un juego de «etiqueta de puerta interdeminsional», Emily se encontraría temporalmente en Weirdworld. Aquí conoció al gato-bestia Ogeode que le ofrecería al estudiante perdido un camino a casa. No está claro cómo sobrevivió después de aparentemente morir a manos de Morgan Le Fey, o si simplemente fingió su muerte. Todavía sin darse cuenta de la verdadera identidad del gato-bestia, Emily le proporcionaría al ex mago Ogeode, un camino desde Weirdworld hasta la Academia Strange. El antiguo mago de Weirdworld, ahora conocido como «Gatbestia», eventualmente se haría amigo de Emily Bright y se convertiría en su leal mascota y familiar. Queda por ver si Ogeode tiene intenciones más siniestras, o simplemente quería escapar de Weirdworld.
Tras la muerte del Doctor Strange, su nueva escuela «Academia Strange» se cerró temporalmente. Dos de los estudiantes de Strange, los hijos gemelos asgardianos de Enchantress Iric y Alvi fueron enviados a casa, pero el pasado de su madre volvería para perseguirlos. Iric se estaba preparando para regresar a Asgard, pero el mago malvado ahora libre de Weirdworld apareció en su habitación y lo secuestró. Se reveló que Strange había ayudado a Enchantress en el pasado, pero su muerte rompió el hechizo que mantenía a salvo a su hijo. Llevado a Weirdworld, Iric fue drenado de su magia para que pudiera ser usado como una batería para Pulsari para hacerlo lo suficientemente fuerte como para conquistar el Reino de Cristal. En un estado muy débil, Iric le dijo al mago que pronto estaría muerto y que perdería su nueva fuerza, pero Pulsari le dijo que eso no era un problema, ya que su madre y su hermano venían a rescatarlo. Cuando los dos llegaron junto con Goleta la Asesina de Magos, Pulsari les presentó al desgastado y apenas vivo Iric. Goleta, incapaz de perforar la piel de Pulsari, logró destruir el collar del mago, despojándolo de su poder y devolviendo a Iric a la normalidad, en el proceso.

## Ediciones recopiladas
| Título                                   | Material recogido | Fecha de publicación | ISBN           |
| ---------------------------------------- | --- | -------------------- | -------------- |
| Weirdworld: Warriors of the Shadow Realm | Marvel Premiere #38, Marvel Super Action #1, Marvel Fanfare #24-26, Marvel Super Special #11-13, Epic Illustrated #9, 11-13 | Abril 2015           | 978-0785162889 |
| Weirdworld: The Dragonmaster of Klarn    | Marvel Super Action #1, Epic Illustrated #9, 11-13                                                                          | Julio 2019           | 978-1302918705 |
| Weirdworld Vol. 0: Warzones!             | Weirdworld (vol. 1) #1–5 | Diciembre 2015       | 978-0785198918 |
| Weirdworld Vol. 1: Where Lost Things Go  | Weirdworld (vol. 2) #1–6 | Agosto 2016          | 978-1302900434 |

## En otros medios
Weirdworld aparece en su episodio homónimo de Avengers Assemble. Black Widow y Capitana Marvel encuentran a Bruce Banner persiguiendo a Hulk aquí después de que son separados por Beyonder. Las dos se topan con un complot de Morgan le Fay para engañar a Bruce Banner para que capture a Hulk para que ella pueda aprovechar sus poderes y apoderarse de Battleworld. Después de que Bruce Banner y Hulk se reunieran en el mismo cuerpo, Hulk ayuda a Black Widow y Capitana Marvel a luchar contra Morgan le Fay y sus jinetes antes de regresar a la Torre de los Vengadores.